# Dave Freeman Open 2018
Die Dave Freeman Open 2018 fanden vom 23. bis zum 25. Februar 2018 in San Diego statt. Es war die 61. Austragung dieser internationalen Meisterschaften im Badminton, wobei ein Preisgeld von 16.000 US-Dollar ausgeschüttet wurde.

## Sieger und Platzierte
| Disziplin    | Gold                                      | Silber                            | Bronze                                  |
| ------------ | ----------------------------------------- | --------------------------------- | --------------------------------------- |
| Herreneinzel | Ye Binghong                               | Phillip Jap                       | Yoga Pratama                            |
| Herreneinzel | Ye Binghong                               | Phillip Jap                       | Pandu Dewantoro                         |
| Dameneinzel  | Jamie Subandhi                            | Mónika Szőke                      | Isabelle Rusli                          |
| Dameneinzel  | Jamie Subandhi                            | Mónika Szőke                      | Chinue De La Merced                     |
| Herrendoppel | Leonard Holvy de Pauw Sittichai Viboonsin | Sattawat Pongnairat Yoo Yong-sung | Mark Alcala Phillip Jap                 |
| Herrendoppel | Leonard Holvy de Pauw Sittichai Viboonsin | Sattawat Pongnairat Yoo Yong-sung | Rangga Yave Rianto Ye Binghong          |
| Damendoppel  | Annie Xu Kerry Xu                         | Breanna Chi Mirabelle Huang       | Vehrenica Rumate Kristelle Dawn Salatan |
| Damendoppel  | Annie Xu Kerry Xu                         | Breanna Chi Mirabelle Huang       | Yaquelin Duarte Yesenia Duarte          |
| Mixed        | Yoo Yong-sung Annie Xu                    | Mark Alcala Jamie Subandhi        | Phillip Jap Kerry Xu                    |
| Mixed        | Yoo Yong-sung Annie Xu                    | Mark Alcala Jamie Subandhi        | Raju Rai Breanna Chi                    |